# Chrysso melba
Chrysso melba là một loài nhện trong họ Theridiidae.
Loài này thuộc chi Chrysso. Chrysso melba được Herbert Walter Levi miêu tả năm 1962.